# Halaveli
Halaveli ist eine kleine Insel der Malediven. Sie beherbergt das Halaveli Holiday Village mit 112 Betten.

## Geographie
Halaveli gehört zum Ari-Atoll, dem mittleren der Atolle im westlichen Flügel der Malediven. Sie liegt etwa 60 km südwestlich der Hauptstadt Malé. Verwaltungsmäßig gehört sie zu Alif Alif (dazu gehören auch die zwei nördlichen Kleinatolle). Die Insel liegt im Inneren des Atolls, nahe dem Nordostrand. Zum offenen Meer sind es etwa 3 Kilometer.
Halaveli ist selbst ein Atoll, das eiförmig etwa 2 × 1 Kilometer Durchmesser hat. Die eigentliche Insel liegt am Südostrand und ist etwa 300 Meter lang und 150 Meter breit. Die Landfläche (Vegetation) beträgt 2,9 Hektar, und unter Einrechnung des Strandes 4,8 Hektar. Sie ist D- beziehungsweise halbmondförmig, außen das Hausriff, innen erstreckt sich die Lagune. Das Inselchen erhebt sich nur wenig über das Wasser und ist von Palmen bestanden und weißem Strand gesäumt. Westlich befindet sich eine gezeitentrockene Sandbank. Der Rest des Atollrings liegt als Riff knapp unter der Wasseroberfläche, wobei sich die Lagune in zwei kleinere Becken nahe der Insel und ein großes Innenbecken gliedert. Wie bei allen maledivischen Inseln ist der Riffring im klaren Wasser gut sichtbar.

## Geschichte
Halaveli ist eine der frühen Tourismusinseln der Malediven. Hier befand sich ein kleines Tauchresort, das zuletzt exklusiv vom italienischen Reiseveranstalter Grandi Viaggi betrieben wurde.
Dann wurde es von Constance Hotels and Resorts, einem Luxushotelbetreiber auf Mauritius, übernommen, und nach einer völligen Neugestaltung 2009 eröffnet. Das Resort gehört zu den exklusivsten Hotels der Malediven, und ist seit Januar 2013 Mitglied im Verbund The Leading Hotels of the World.
1991 wurde hier ein 38-m-Frachter als Tauchziel versenkt, das in 28 m Tiefe liegt (Halaveli Wreck).

## Das Constance Halaveli Resort
Das Resort umfasst die gesamte Insel, mit dem Hotelkomplex im Zentrum, und Infrastruktur und Villas (Beach Villas) zum Ufer hin darum herum. Südlich am Außenrand liegen Anlegestelle und überdachten Bootsschuppen, in der Laguneninnenseite der Flugzeug-Anlege- und Tauch-Steg. Gegen Westen hin ziehen sich, über mehrere hundert Meter, über die Sandbank etwa 90 Water Villas, die als Pfahlbauten meist direkt im Wasser stehen und durch einen langen Steg mit der Hauptinsel verbunden sind.
In der Bauweise orientiert sich das Hotelensemble im Sinne der Postmoderne an der örtlichen Formensprache. Die Bauten bleiben alle maximal zweistöckig. Der Zentralkomplex entspricht dem Bautyp des Indoeuropäischen Hauses, und die Villas, die bodenfesten wie die Pfahlbauten, sind Rundhäuser auf bootsförmigem Grundriss konstruiert, mit innen freisichtigem Dachgestühl.